# Ocotea foeniculacea
Ocotea foeniculacea är en lagerväxtart som beskrevs av Carl Christian Mez. Ocotea foeniculacea ingår i släktet Ocotea och familjen lagerväxter. Inga underarter finns listade i Catalogue of Life.